# Kommission zur Ermittlung der Konzentration im Medienbereich

Das Logo der KEK

Die Kommission zur Ermittlung der Konzentration im Medienbereich (KEK) wurde 1997 auf der Grundlage der Bestimmungen des 3. Rundfunkänderungsstaatsvertrages ins Leben gerufen. Die KEK hat den Auftrag, die Einhaltung der Bestimmungen zur Sicherung der Meinungsvielfalt im bundesweiten privaten Fernsehen zu prüfen und die entsprechenden Entscheidungen zu treffen. Zur bundeseinheitlichen Konzentrationskontrolle ist die KEK als Beschlussorgan und Vermittlungsinstanz für alle Landesmedienanstalten tätig. Die Rechtsgrundlage bildet der Medienstaatsvertrag (MStV).

## Aufgaben
Bei Zulassungsverfahren zur Programmveranstaltung und Veränderungen der Beteiligungsverhältnisse an Fernsehveranstaltern beurteilt die KEK, ob ein Unternehmen durch die Veranstaltung von Programmen oder durch die Veränderung von Beteiligungsverhältnissen vorherrschende Meinungsmacht erlangt. Kriterien für das Vorliegen vorherrschender Meinungsmacht sind die Zuschaueranteile sowie die Stellung des Veranstalters und der beteiligten Unternehmen im Medienbereich. Im Rahmen von Verfahren zur Einräumung von Sendezeiten für Dritte ist die KEK bei der Auswahl und Zulassung der Drittveranstalter beteiligt.
Die Entscheidungen der KEK sind abschließend und bindend für die anderen Organe der jeweils zuständigen Landesmedienanstalten.
Zur Schaffung von Transparenz berichtet die KEK fortlaufend über den Stand und die Entwicklung der Konzentration im Medienbereich. Die Website der KEK enthält eine Mediendatenbank, die Informationen zur Beteiligung von Unternehmen in den Bereichen bundesweites Fernsehen, Hörfunk, Presse und Online bereitstellt. Zusätzlich wird eine Programmliste der privaten Fernsehsender veröffentlicht, in die alle Programme, ihre Veranstalter und deren Beteiligte aufgenommen werden. Daneben erstellt die KEK für die Landesmedienanstalten eine TV-Senderdatenbank, die alle bundesweit empfangbaren privaten und öffentlich-rechtlichen Fernsehsender erfasst. Mindestens alle 3 Jahre oder auf Anforderung der Länder wird darüber hinaus von den Landesmedienanstalten gemeinsam ein Bericht der KEK über die Entwicklung der Konzentration und über Maßnahmen zur Sicherung der Meinungsvielfalt im privaten Rundfunk veröffentlicht. Die Medienkonzentrationsberichte sind auf der Website der KEK abrufbar.

## Zuschaueranteile
Maßstab für die Feststellung vorherrschender Meinungsmacht im bundesweiten privaten Fernsehen ist im Wesentlichen der vom Veranstalter erreichte Zuschaueranteil. Der Zuschaueranteil der jeweiligen Programme wird von der KEK ermittelt. Es handelt sich um einen Durchschnittswert. Er gibt für einen festgelegten Zeitraum (z. B. Monat, Jahr) an, welcher Anteil der gesamten täglichen Sehdauer auf ein bestimmtes Programm entfällt.
Einbezogen werden alle deutschsprachigen Programme des öffentlich-rechtlichen und des bundesweit empfangbaren privaten Rundfunks.

## Beteiligungsverhältnisse
Die Beteiligungsverhältnisse sind maßgeblich für die Beurteilung, welche Programme einem Unternehmen zuzurechnen sind. Dies ist für die Höhe des von einem Unternehmen insgesamt erreichten Zuschaueranteils entscheidend. Die Zurechnung eines Programms kann nicht nur bei einer gesellschaftsrechtlichen Beteiligung erfolgen, sondern z. B. auch bei regelmäßiger Zulieferung von Programmteilen oder der Möglichkeit, wesentlichen Einfluss auf Programmgestaltung und Programmbezug zu nehmen.
Aufgrund der Eigentümerstrukturen haben sich im bundesweiten privaten Fernsehen schon frühzeitig Veranstaltergruppen herausgebildet. Auffallend sind nicht nur die weitreichenden Verbindungen zwischen den Programmveranstaltern (horizontale Verflechtungen), sondern auch die zunehmende Einbindung aufeinander folgender Verwertungsstufen (z. B. Produktion, Rechtehandel, Vertriebswege) und die Verknüpfung unterschiedlicher Medienmärkte (z. B. Rundfunk und Presse). Derartige Verflechtungen sind in die Beurteilung, ob ein Unternehmen vorherrschende Meinungsmacht erreicht, einzubeziehen.

## Mitglieder
Die KEK besteht aus Sachverständigen des Rundfunk- und Wirtschaftsrechts (6 Mitglieder und 2 Ersatzmitglieder) sowie aus Direktoren der Landesmedienanstalten (6 Mitglieder und 2 Ersatzmitglieder). Die Sachverständigen werden von den Ministerpräsidenten der Länder für die Dauer von fünf Jahren einvernehmlich berufen. Die Direktoren werden durch die Landesmedienanstalt für die Amtszeit der KEK gewählt. Die Mitglieder der KEK sind nicht weisungsgebunden.

## Geschäftsstelle

Das Logo der Medienanstalten

Innerhalb der Gemeinsamen Geschäftsstelle der Medienanstalten in Berlin koordiniert der Bereich Medienkonzentration seit September 2013 die Arbeit der Mitglieder der KEK, übernimmt die Vor- und Nachbearbeitung der regelmäßigen Kommissionsitzungen sowie Treffen mit anderen Institutionen. Zuvor verfügte die KEK über eine Geschäftsstelle mit Sitz in Potsdam.

## Finanzierung
Die KEK wird durch Anteile der nach § 10 Rundfunkfinanzierungsstaatsvertrag den Landesmedienanstalten zukommenden Rundfunkgebühren finanziert (§ 104 Abs. 10 Satz 3 MStV). Zudem werden durch die Landesmedienanstalten gemäß § 104 Abs. 11 Satz 1 MStV angemessene Verfahrenskosten gegenüber den Verfahrensbeteiligten, z. B. den Antragstellern auf Zulassung eines Programms, erhoben.
Die KEK ist verpflichtet, nach dem Grundsatz der Wirtschaftlichkeit und Sparsamkeit vorzugehen.